# Wriezen

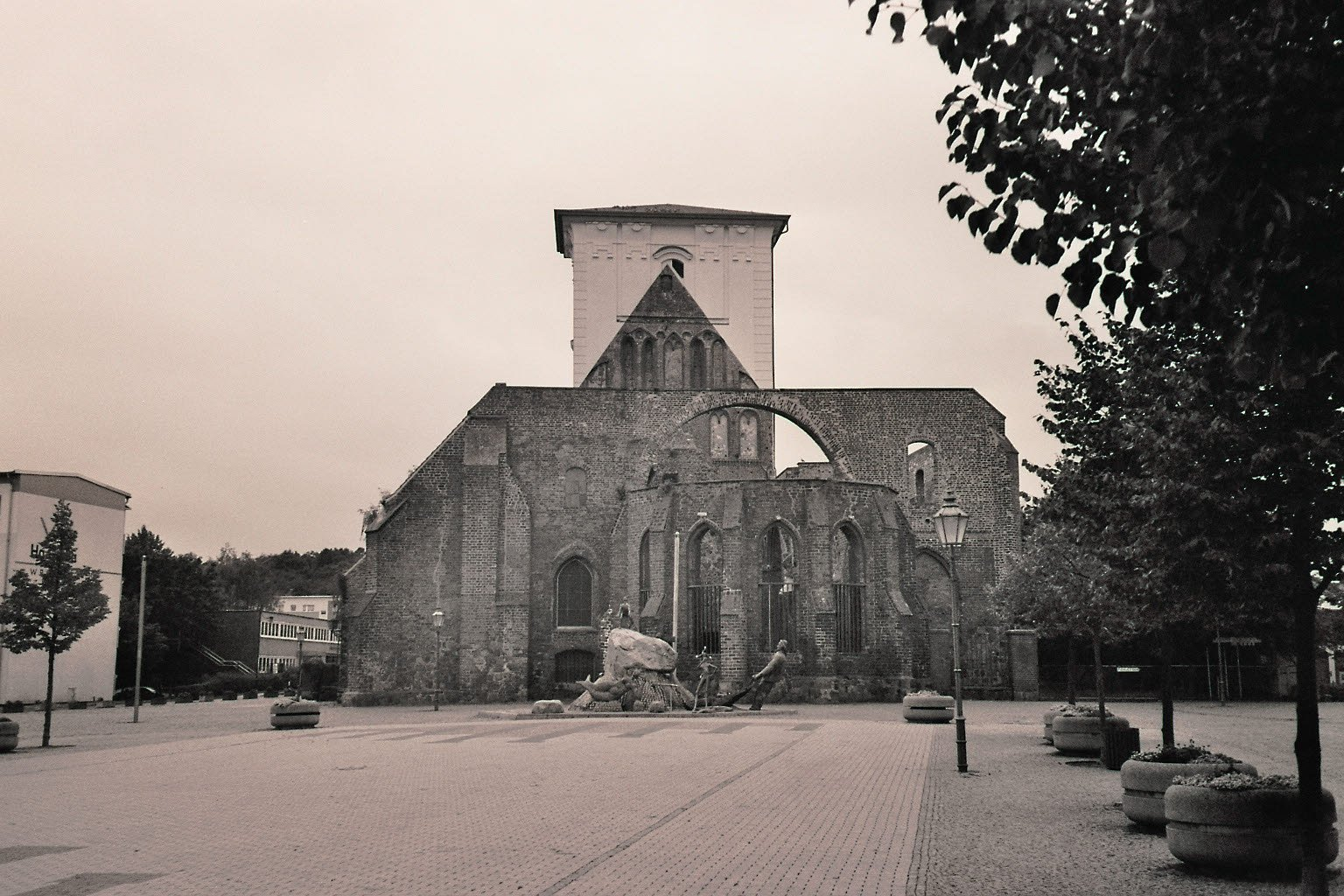
Wriezen

Wriezen là một town ở huyện Märkisch-Oderland, bang Brandenburg, Đức. Đô thị này có diện tích 94,54 km², dân số thời điểm 31 tháng 12 năm 2006 là 8105 người. Đô thị này tọa lạc 11 km về phía đông nam của Bad Freienwalde.